# Jefferson (Luisiana)
Jefferson es un lugar designado por el censo ubicado en la parroquia de Jefferson en el estado estadounidense de Luisiana. En el Censo de 2010 tenía una población de 11193 habitantes y una densidad poblacional de 1.318,78 personas por km².

## Geografía
Jefferson se encuentra ubicado en las coordenadas 29°57′39″N 90°9′21″O / 29.96083, -90.15583. Según la Oficina del Censo de los Estados Unidos, Jefferson tiene una superficie total de 8.49 km², de la cual 7.01 km² corresponden a tierra firme y (17.45%) 1.48 km² es agua.

## Demografía
Según el censo de 2010, había 11193 personas residiendo en Jefferson. La densidad de población era de 1.318,78 hab./km². De los 11193 habitantes, Jefferson estaba compuesto por el 67.82% blancos, el 25.44% eran afroamericanos, el 0.36% eran amerindios, el 1.39% eran asiáticos, el 0.05% eran isleños del Pacífico, el 3.15% eran de otras razas y el 1.78% pertenecían a dos o más razas. Del total de la población el 9.57% eran hispanos o latinos de cualquier raza.

## Educación
Las Escuelas Públicas de la Parroquia de Jefferson gestiona escuelas públicas.